# Twinkie
Un Twinkie est « une génoise fourrée à la crème » créée en 1930 aux États-Unis par James Alexander Dewar. Au début du XXIe siècle, la société Hostess en fabrique environ 500 millions annuellement, dans une vingtaine d'usines aux États-Unis, jusqu'à sa faillite en 2012. En 2013, les firmes Apollo Global Management et C. Dean Metropoulos & Co rachètent la marque Hostess et reprennent la production aux États-Unis. En juillet 2016, la société d'investissement Gores Group acquiert une majorité des actions et prend contrôle de la marque pour 725 millions USD. 
Le Twinkie, commercialisé comme une « génoise dorée au fourrage crémeux » (Golden Sponge Cake with Creamy Filling), mesure 10 × 2,5 cm, et est habituellement vendu par paquets de deux. Chaque Twinkie commercialisé aux États-Unis pèse une quarantaine de grammes et contient environ 140 calories, dont le tiers provient des matières grasses. Le gâteau contient quelque 2,5 g d'acides gras saturés.
Considéré comme une icône américaine par sa popularité,, le Twinkie est pour certains l'archétype de l'aliment contenant des ingrédients malsains et dénué de toute valeur nutritive,,.

## Historique

### Invention
Le Twinkie a été inventé le 6 avril 1930 par James Alexander Dewar, alors vice-président de la boulangerie Continental Bakeries à Chicago, qui vend des produits de marque Hostess. Se rendant compte que la machinerie servant à produire des Little Shortbread Fingers (des shortcakes fourrés aux fraises) reste inutilisée hors des six semaines que dure la saison des fraises, il invente un petit gâteau fourré à la crème de bananes,,. Il a dit avoir eu l'idée du nom en voyant une enseigne pour les « Twinkle Toe Shoes » (une marque de chaussures) à Saint-Louis, au Missouri, en route vers une réunion pour promouvoir son idée. Il surnomme alors le petit gâteau Twinkie. The best darn-tootin' idea I ever had (« Twinkie. La meilleure fichue idée que j'aie jamais eue. »). Les gâteaux se vendent au prix de deux pour 5 cents, un prix modique pour les Américains aux prises avec la Grande Dépression. D'abord peu convaincue par le potentiel du Twinkie, Continental Bakeries a bientôt de la difficulté à satisfaire à la demande.
À cette époque, chaque Twinkie est fourré manuellement à l'aide d'une pompe que le travailleur active avec le pied. En cas de surplus, le Twinkie explose.
La pénurie de bananes provoquée par la Seconde Guerre mondiale force la société à remplacer la crème de bananes par de la crème à la vanille. Le changement est si populaire, que la saveur de bananes ne sera plus jamais réintroduite à large échelle.

### Depuis les années 1940

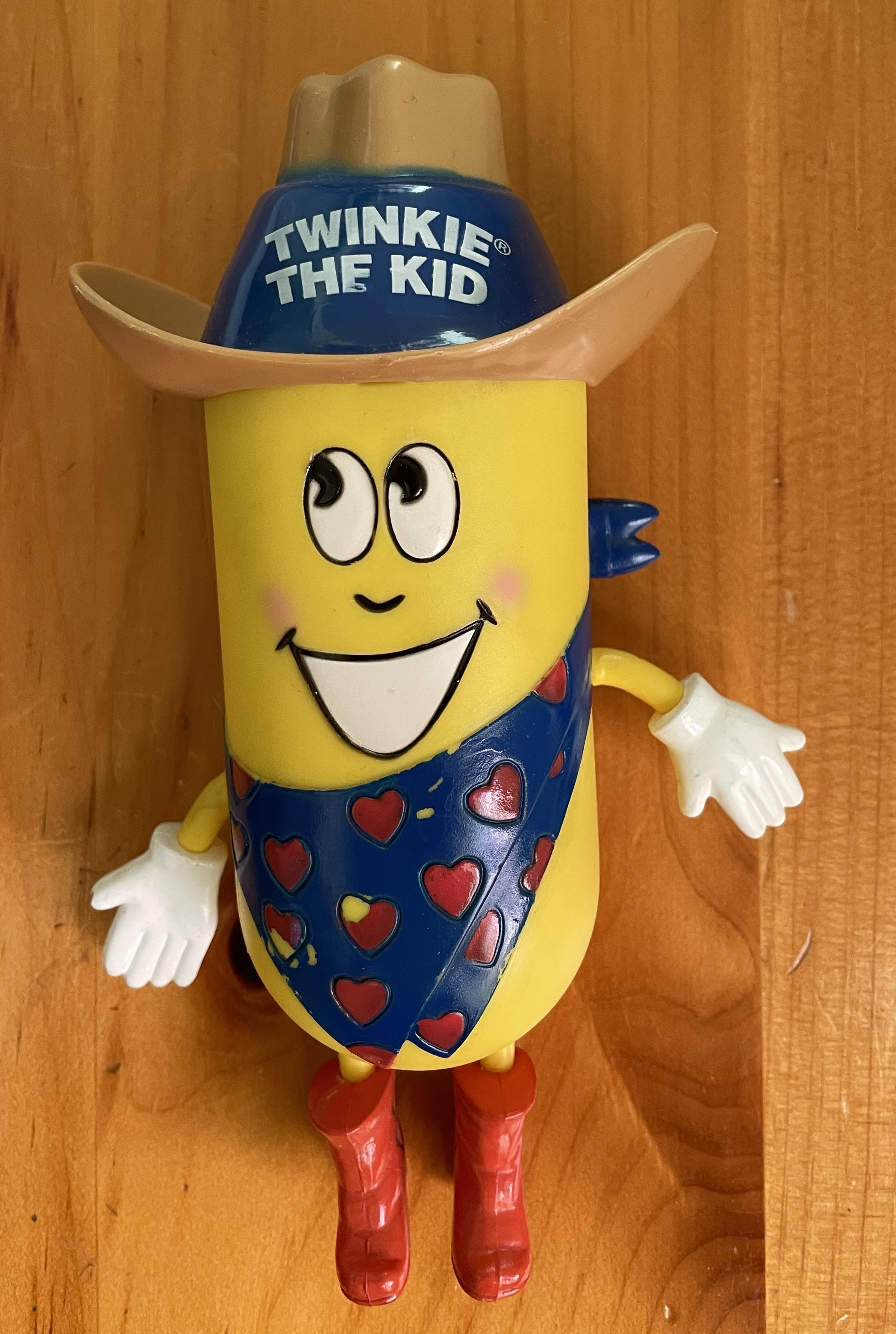
Un porte-Twinkie en forme de Twinkie the Kid.

Dès les années 1950, les Twinkies deviennent très populaires dans les paniers-repas des écoliers, en partie à cause de la commandite par Hostess de l'émission américaine pour enfants Howdy Doody. En 1971, un Twinkie anthropomorphique et déguisé en cowboy, appelé Twinkie the Kid (en), fait également son apparition dans les campagnes publicitaires et sur les emballages. Il contribue à populariser le slogan « les friandises avec une friandise au centre », en référence au fourrage à l'intérieur du petit gâteau.

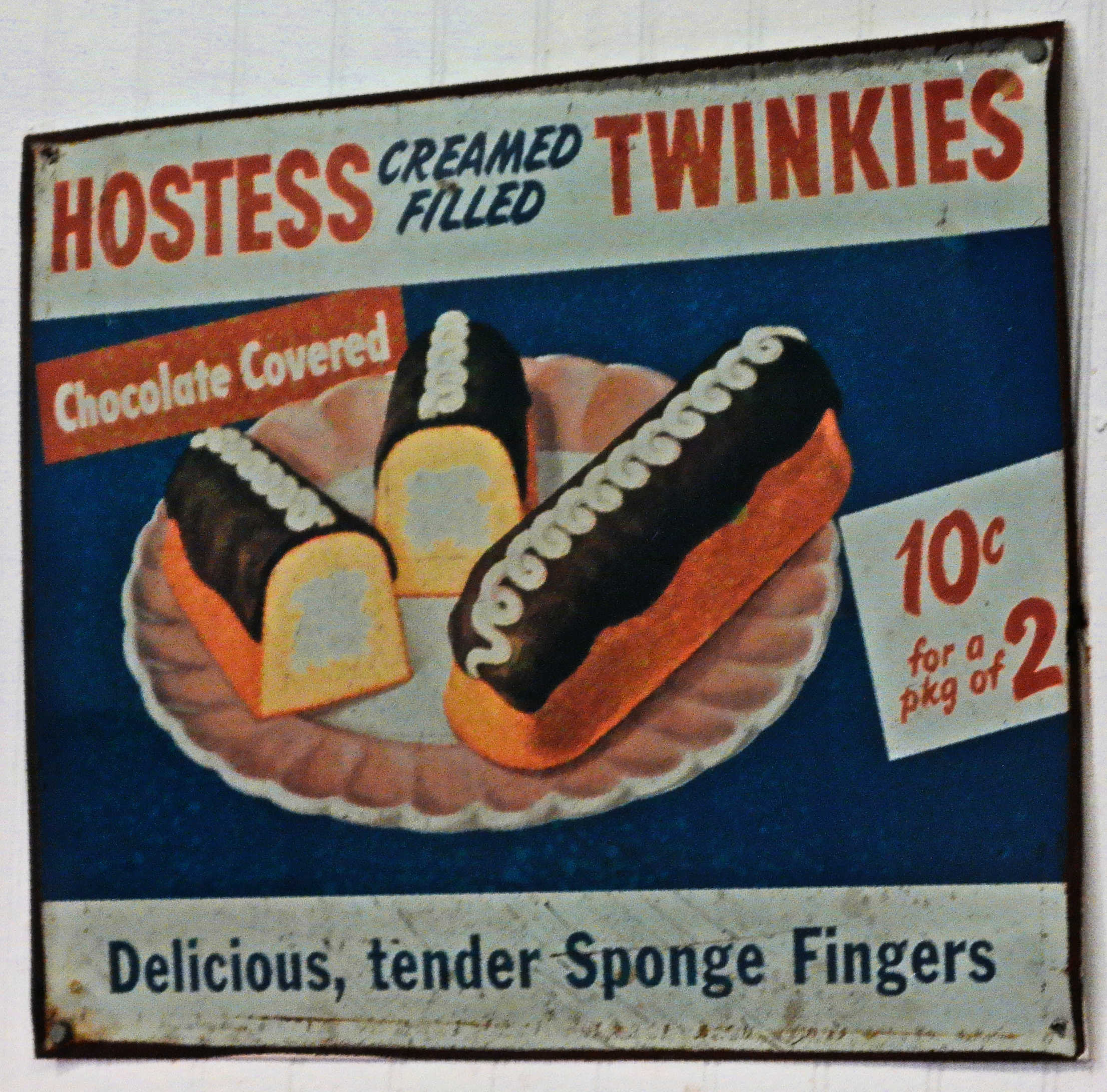
Une ancienne publicité de Twinkies montrant une variété de la pâtisserie avec un glaçage au chocolat.

En 1988, une nouvelle crème incluant une saveur de fraises est introduite mais la production de cette variante est arrêtée rapidement. En 1999, le président Bill Clinton et le White House Millennium Council sélectionnent le Twinkie pour faire partie de la capsule temporelle du millénaire, qualifiant le gâteau d'icône américaine. La capsule sera ouverte en 2100.
En 2005, dans le cadre d'une campagne promotionnelle du film King Kong, Hostess réintroduit la saveur de bananes pour 4 semaines, et voit les ventes de Twinkies grimper de 20 %. En 2007, la société se décide à réintroduire la saveur.
En avril 2005, un article du Washington Post révèle que les Américains ont dépensé 47 millions de dollars sur les Twinkies au cours des derniers 12 mois. C'est à Chicago que la consommation per capita est la plus grande. Une paire de Twinkies coûte environ 1 USD en 2005.
Juste avant sa faillite en 2012, Hostess réduit la taille des Twinkies. Leur poids individuel passe de 42,5 g à 38,5 g et leur contenu calorique diminue de 150 calories à 135 calories. Leur durée de conservation se prolonge, quant à elle, à 45 jours, par rapport à 25 ou 26 jours.

### Ingrédients
Les Twinkies produits aux États-Unis contiennent les ingrédients ci-dessous. La recette peut varier ailleurs dans le monde.
- Farine de blé blanchie et enrichie (farine de blé, niacine [vitamine B3], sulfate ferreux, mononitrate de thiamine [vitamine B1], riboflavine [vitamine B12], acide folique [vitamine B9])
- Sucre
- Sirop de maïs
- Sirop de maïs à haute teneur en fructose
- Graisse alimentaire d'origine animale et végétale (suif, suif hydrogéné, huile de coton, mono et diglycérides, polysorbate 60, lécithine de soja)
- Œufs
- Eau
- Dextrose
- Carbonate de calcium
- Sulfate de calcium
- Agar
- Phosphate disodique
- Gomme de caroube
- Amidon de maïs modifié
- Solides de sirop de maïs
- Lécithine de soja
- Pyrophosphate de sodium
- Bicarbonate de soude
- Amidon de maïs
- Phosphate monocalcique
- Petit lait
- Glycérine
- Sel
- Gomme de cellulose
- Stéaryl de sodium lactylé
- Acide sorbique et sorbate de potassium (pour maintenir la fraîcheur du produit)
- Gomme xanthane
- Extrait d'orge maltée
- Gruau de maïs (corn grits)
- Arômes naturels et artificiels
- Enzymes
- Colorants alimentaires (jaune 5, rouge allura AC)

### Faillite de Hostess et retour du Twinkie aux États-Unis
Le 11 janvier 2012, la société Hostess déclare faillite, et les ventes de Twinkies cessent en novembre 2012. Hostess explique que ses clients ont adopté des pratiques alimentaires plus saines.  La société est également aux prises avec de très graves conflits de travail, qui culminent avec des grèves impliquant les 5 000 employés syndiqués de sa main d’œuvre comptant 18 000 travailleurs. La liquidation de Hostess entraîne leur licenciement à tous.
Quelques jours après l'annonce de la faillite, plusieurs détaillants voient leurs magasins pris d'assaut par les consommateurs, voulant acheter les dernières pâtisseries, et sont bientôt en pénurie de Twinkie. Certains de ces derniers sont mis en vente sur EBay à des prix bien plus élevés que le prix de détail suggéré, jusqu'à 100 USD pour un paquet de 10.
Le 12 mars 2013, les consommateurs américains apprennent que les Twinkies vont revenir sur le marché, à la suite de l'achat de certains produits de la marque Hostess par les sociétés d'investissement Apollo Global Management et C. Dean Metropoulos and Company, pour 410 millions de dollars américains. La reprise de la production se fait avec une main-d’œuvre non syndiquée.  Walmart recommence à vendre les gâteaux en juillet 2013. Ce retour s'accompagne du slogan publicitaire « le plus doux retour de l'histoire » (The sweetest comeback in the history of ever.).
En juillet 2016, la société d'investissement Gores Group acquiert une majorité des actions et prend contrôle de la marque pour 725 millions USD. Cotée en bourse, la marque Hostess a pour code mnémonique boursier les quatre lettres « TWNK » sur le NASDAQ.

### Ailleurs dans le monde
En Égypte, c'est la société Edita qui produit les Twinkies (توينكيز en arabe). Elle exporte également dans le golfe Persique, le Yémen, l'Iraq, la Syrie, la Jordanie et le Liban. En 2012, les Twinkies représentait 47 % du chiffre d'affaires de la société.
Au Canada, les droits de production de la marque Hostess et du Twinkie appartiennent à la société Saputo et les friandises sont produites par Vachon. L'interruption de la production américaine de 2012 à 2013 n'a donc pas d'impact au Canada,. Certains journalistes écrivent, avec humour, que c'est là une autre raison d'émigrer au Canada. Depuis 2015, Vachon appartient à Canada Bread.
Le Mexique non plus n'est pas touché par l'arrêt de la production, et la société Marinela, responsable de la production dans ce pays, lance en 2013 une campagne pseudo-caritative qui invite humoristiquement les Mexicains à « donner un Twinkie à un Américain » (Dona Twinkies a un Americano).

## Production

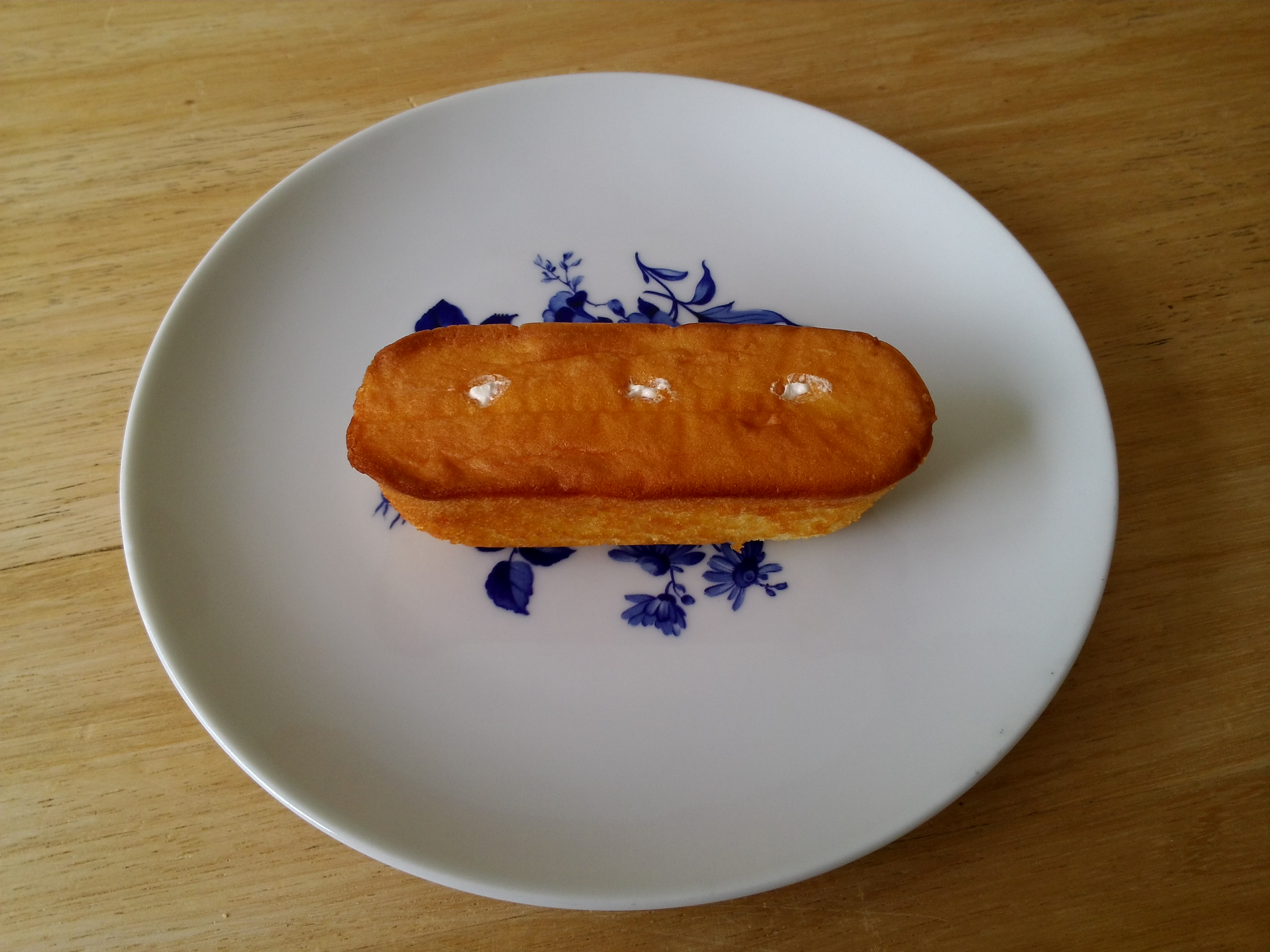
Fond du Twinkie renversé, révélant les trois trous utilisés pour injecter le fourrage à la crème.

Les gâteaux sont cuits au four à 350 degrés Fahrenheit (180 degrés Celsius) pendant 9 à 12 minutes, puis le fourrage est injecté par trois trous sur le haut du gâteau, bruni par le four. Le gâteau est renversé avant l’empaquetage, le fond jaune arrondi devenant ainsi le haut du gâteau. Hostess en produit environ un demi-milliard par an, à raison de 1000 à la minute.
Des monoglycérides et diglycérides remplacent les œufs de la recette originale, et agissent comme émulsifiants et rehausseurs de saveur. Du polysorbate 60 agit de même pour la crème. Du shortening d'huile végétale remplace le beurre de la recette originale, donnant au gâteau une partie de sa saveur et de sa texture. Des tests menés par des experts ont révélé que les saveurs de beurre et de vanille sont artificielles, et ces composés sont dérivés du pétrole. L'acide sorbique est le seul agent de conservation utilisé.

### Variantes à la recette

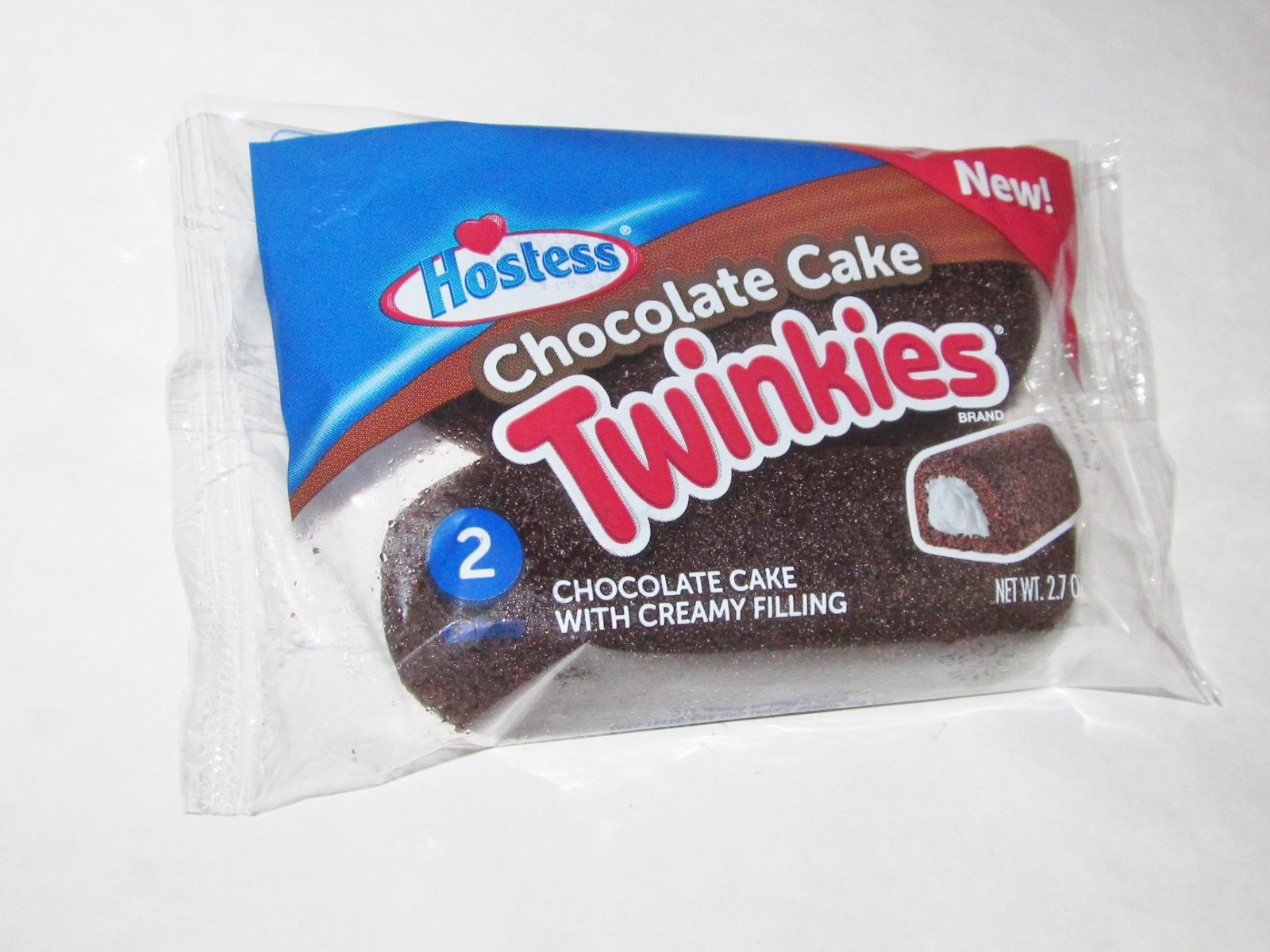
Paquet de deux Twinkies au chocolat.

La recette la plus courante du Twinkie consiste en un gâteau éponge sans garniture avec un fourrage à la vanille. Il y a eu diverses variantes au cours des années, typiquement à l'occasion d'événements spéciaux ou dans le cadre de promotions publicitaires. On parle alors parfois d' "édition limitée" (limited edition). La liste suivante en présente quelques-unes. Ces saveurs sont toutes artificielles.
- Crème à la banane dans la recette originale de 1930, réintroduite sporadiquement par la suite au moins jusqu'en 2007[38].
- Crème au chocolat, dans les Twinkies appelé "Chocolate Crème Twinkies"[39].
- Crème aux fraises et aux framboises bleues[38].
- Crème à la citrouille épicée (Pumpkin Spice)[40].
- Crème à la lime, dans le cadre de la promotion du film SOS Fantômes de 2016[12].
- Garniture à la fraise, crème à la banane et enrobage au chocolat, à l'été 2015, lié à la promotion du film Les Minions.
- Pâte contenant des points de couleur bleus, blancs et rouges pour la fête nationale des États-Unis, en 2016[41].
- Crème au beurre de cacahuètes et génoise au chocolat, Chocolate Peanut Butter Twinkie en 2017[42].

## Dans la culture populaire
Les Twinkies apparaissent dans plusieurs sphères de la culture populaire, principalement aux États-Unis, reflétant la très grande popularité de la friandise auprès des Américains.

### Utilisation en argot anglais
Twinkie a acquis plusieurs significations argotiques dans la langue anglaise.

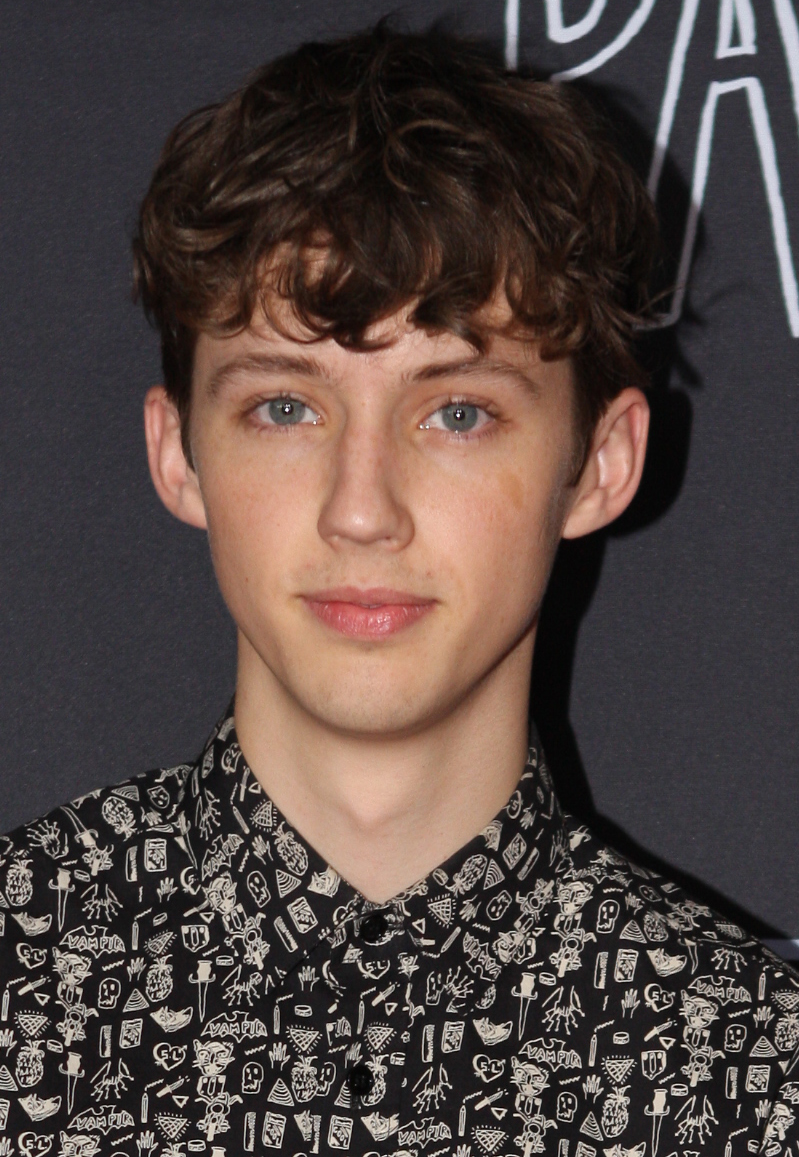
Le chanteur Troye Sivan, souvent présenté dans la fin des années 2010 et le début des années 2020 comme un archétype de twink,,.

Dans l’argot gay contemporain, « twinkie » ou plus couramment « twink » est utilisé pour décrire un jeune homme beau, mince et imberbe,. Le terme voit le jour dans les années 1970 et fait référence au fait que les Twinkies, comme ces jeunes gens, sont « dénués de valeur nutritive, doux au goût et remplis de crème ».  Un twink est remarquable par son apparence, et pas pour sa substance,.
Plus rarement, le terme « twinkie » peut être employé pour critiquer un Américain d'origine asiatique complètement intégré dans la culture blanche américaine, perdant ainsi ses repères culturels asiatiques. Une référence au terme apparaît dans la version originale du film Harold et Kumar chassent le burger, dans une scène où Harold (un Américain d'origine coréenne) est désigné comme un « Twinkie » par ses pairs, à cause de son manque d'attachement à ses racines, sa foi protestante et son soutien au Parti républicain. Le terme dérive de la métaphore de la banane : jaune à l'extérieur, mais blanc à l'intérieur, c'est-à-dire d'apparence asiatique (« jaune »), mais fondamentalement blanc. L'expression est semblable au terme « oreo » pour les Américains d'origine africaine (« bounty » en France).
Chez les Amérindiens des États-Unis, un « twinkie » est un Américain d'origine européenne qui prétend être un Amérindien. L'expression critique plus particulièrement ces imposteurs qui prétendent être des chamans ou des guérisseurs, soit des positions respectées dans les cultures traditionnelles amérindiennes.
La journaliste de TV Linda Ellerbee, dans les paragraphes d’ouverture de son autobiographie, définit un « twinkie » comme le genre de journaliste sans nouvelles et qui ne comprend pas entièrement les nouvelles qu'il rapporte, se citant comme exemple. 
Un « twinkie » est également employé dans certaines communautés de jeunes sans domicile fixe (jeunes itinérants) pour décrire un jeune issu d'une famille aisée qui décide pourtant de vivre dans la rue, pour diverses raisons,.

### Durée de vie

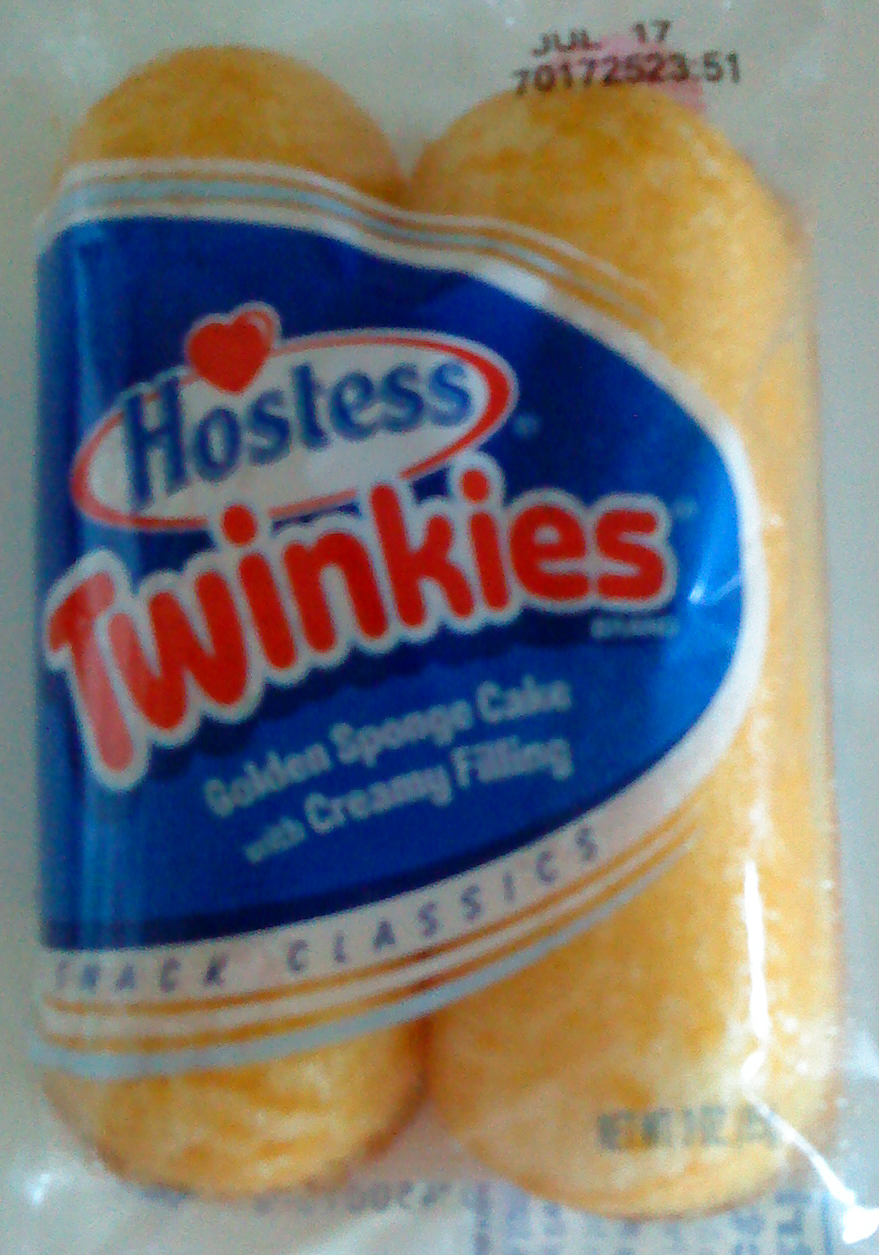
Twinkies dans leur sachet.

Une légende urbaine veut que les Twinkies aient une durée de conservation presque illimitée, à cause des produits chimiques qu'ils renferment. D'autres légendes urbaines leur prêtent même la capacité de résister à une guerre nucléaire. Voulant tester la durée de conservation de la pâtisserie, Roger Bennatti, un enseignant américain à l'école George Stevens Academy, dans le Maine, a même été jusqu'à conserver un Twinkie une trentaine d'années dans sa classe jusqu'à la retraite de l'enseignant en 2004. En juin 2016, le même Twinkie, maintenant aux soins de la doyenne Libby Rosemeier, devient le « plus vieux Twinkie du monde ». Protégé dans une boîte de verre, il n'a pas moisi.
Un clin d’œil à cette légende urbaine apparaît dans le film WALL-E, dans une scène où l'on aperçoit un Twinkie bien conservé, des siècles après que les êtres humains ont abandonné la Terre. Dans le film Sausage Party, dont les personnages sont des produits de supermarchés consommables, un twinkie fait partie des trois personnages réputés immortels parce qu'impérissables.
En fait, à sa création dans les années 1930, le Twinkie avait une durée de conservation de deux ou trois jours. Les commerciaux pour la société Hostess devaient alors remplacer les gâteaux périmés par des frais sur les étagères. La recette initiale contenait en effet des œufs, du lait, du beurre et du saindoux. Ceci limitait la conservation de la friandise et a forcé au remplacement de ces ingrédients pour la prolonger. Cette transformation a été facilitée dans les années 1950 par les innovations technologiques apportées par la Seconde Guerre mondiale. Jusqu'en 2012, la durée de conservation du petit gâteau est de 25 jours environ. L'acide sorbique est l'unique agent de conservation utilisé dans la recette actuelle. Depuis le changement de recette de 2012, la durée de conservation est passée à 45 jours.

### Politique
En 1985, George Belair a servi pour 34,13 $ de Twinkies et de rafraîchissements à des groupes de personnes âgées, dans le cadre de sa campagne électorale. Il a été accusé de corruption dans ce que les journaux ont appelé « Twinkiegate » (un jeu de mots sur le scandale de Watergate). Même si les accusations ont été abandonnées, une loi régissant les campagnes électorales au Minnesota a été promulguée et s'est appelée populairement la « Loi Twinkie » jusqu'à son abrogation en 1988.

### Sports
Les Twins du Minnesota sont surnommés les « Twinkies » par les supporters. Certains fans n'apprécient pas ce sobriquet.

### Science
En 2010, la Twinkie Diet (régime Twinkie) du nutritionniste américain Mark Haub, lui permet de perdre 12 kg en deux mois en consommant seulement 1800 kilocalories par jour, plutôt que les 2600 dont il aurait théoriquement besoin. Ce régime expérimental est constitué principalement de Twinkies. Haub conçoit cette expérience pour démontrer que la perte de poids se fait exclusivement par un déficit en calories, et n'a rien à voir avec la qualité des aliments ingérés. Haub lui-même et d'autres experts, découragent fortement les gens de tenter l'expérience, jugée risquée pour la santé.
Un projet scientifique et humoristique dénommé Project T.W.I.N.K.I.E.S. (un rétroacronyme pour Tests With Inorganic Noxious Kakes in Extreme Situations, soit « tests avec des gâteaux toxiques inorganiques en situations extrêmes ») a soumis les gâteaux à une batterie de tests, en évaluant notamment leur résistance électrique et leur solubilité dans l'eau, à l'Université Rice.

### Littérature
En 2007, paraît le livre Twinkie, deconstructed (littéralement « Le Twinkie, désassemblé »), écrit par Steve Ettlinger. Le livre explique la provenance et le traitement des 39 ingrédients du Twinkie, et en profite pour investiguer une partie du fonctionnement de l'industrie des aliments transformés aux États-Unis et ailleurs. L'ouvrage de 304 pages propose un ingrédient par chapitre, dont les titres incluent Corn Sweeteners (édulcorants du maïs) et Polysorbate 60. L'auteur met aussi l'accent sur le lien entre la fabrication de la sucrerie Twinkie et le commerce international, puisque la sucrerie nécessite l'importation d'aliments venant notamment d'Allemagne, de Chine et de Malaisie. 

### À l'écran
- Dans une scène célèbre du film SOS Fantômes, le personnage d'Egon fait une analogie avec un Twinkie. Il explique que, si le niveau d'énergie psychokinétique normal à New York est de la taille d'un Twinkie, alors ce niveau a tellement grimpé récemment que le Twinkie en question devrait maintenant faire 12 m de long et peser 300 kg. Le personnage de Winston répond alors avec la phrase « That's a big Twinkie! » (C'est un gros Twinkie, ça ! (traduit en français dans le film par : C'est un sacré p'tit cake !))[63]. L'association entre la série de films et les Twinkies ne s'arrête pas là, puisque en 2016 Hostess lance une campagne de promotion liée à la sortie du nouveau film de S.O.S. Fantômes, et sort un Twinkie au fourrage à la lime, en référence à la glu poisseuse associée à certains phénomènes paranormaux dans le film[64],[65].
- Dans le film Bienvenue à Zombieland, le but de Tallahassee, l'un des personnages principaux, est de trouver un Twinkie, une viennoiserie lui rappelant « un passé pas si lointain ». C'est pour lui une obsession, au point de mettre sa vie en grand danger pour en obtenir.
- Dans le film Click : Télécommandez votre vie, Michaël Adam Sandler accro au twinkies, en abuse et devient obèse dans le monde futur créé via la télécommande.
- Dans le film (500) jours ensemble, le héros noie son chagrin amoureux en s'enfermant chez lui plusieurs jours avec uniquement du jus d'orange, du whisky Jack Daniel's et des Twinkies.
- Dans le film Half Nelson, une élève explique l'origine de la « Twinkie defense ».
- Dans le film Donnie Darko, Donnie, avec le sarcasme qui le caractérise, conseille à une fille qui veut que sa sœur perde du poids de descendre du canapé et d'arrêter de manger des Twinkies.
- Dans le film d'animation WALL-E, 700 ans après l'abandon de la Terre par les hommes, WALL-E possède parmi ses collections d'objets un Twinkie qui semble intact.
- Dans le film Paranoïak, Kale, qui est assigné à résidence après avoir frappé un de ses professeurs, fait une pyramide de Twinkies pour passer le temps.
- Dans la série Castle (saison 1, épisode 6, 2009), le héros Richard Castle compare son ex-femme, avec laquelle il a des relations épisodiques, à un Twinkie, que l'on apprécie comme un plaisir coupable une à deux fois par an, mais insupportable à manger tous les jours. La VF emploie à la place le syntagme « brioche au beurre ».
- Dans la série Buffy contre les vampires (saison 2, épisode 4), Alex enseigne à la momie dont il est tombé amoureux l'art de manger un Twinkie.
- Dans la série animée Les Griffin, dans l'épisode Te gaga tsouin tsouin (saison 2, épisode 3), on retrouve les Griffin après une attaque nucléaire (causée par le bug de l'an 2000) ayant frappé les États-Unis, errant dans le pays à la recherche d'une usine de Twinkies. Après l'avoir trouvée, ils profitent des Twinkies et de leur longue durée de conservation et refondent leur ville d'origine.
- Dans la série Dexter (saison 4, épisode 6), Debra, la sœur de Dexter, consomme régulièrement des Twinkie. Quinn souligne d'ailleurs le fait qu'ils sont impérissables.
- Dans la série Chuck (saison 2, épisode 1), Jeff doit relever le défi de manger 90 Twinkies en moins de 3 minutes.
- Dans le film Las Vegas 21, Miles est dans le lit de Ben et mange un Twinkies.
- Dans le film Piège de cristal,  Al Powell, un policier en achète plusieurs dans une épicerie, le gérant lui dit qu'il va attraper une indigestion avec tous ces twinkies, Al répond que c'est pour sa femme qui est enceinte.
- Dans le film Hollow Man le scientifique Sebastien Caine en mange tous les soirs en travaillant sur ses recherches sur l'invisibilité.
- Dans la série Lost (saison 1, épisode 24), Hugo « Hurley » Reyes parle avec John Locke de ce qu'il peut bien y avoir dans la « trappe », Hurley lui dit en plaisantant qui doit y avoir forcément des twinkies et que ceux-ci peuvent se garder pendant au moins 800 ans. Locke lui répond qu'il aime lui aussi les twinkies.
- Dans la série de films Die Hard le Sergent Al Powell adore les Twinkies et en mange souvent. John McClane lui fait plusieurs réflexions sur sa consommation au cours des différents films.
- Dans le film Ghost Rider 2 : L'Esprit de vengeance Carrigan fait pourrir tout ce qu'il touche. Bizarrement quand il prend un twinkie, rien ne se passe.
- Dans l'épisode 5 de la saison 2 de Suits : Avocats sur mesure, Rachel plaisante sur le fait que Mike garde des Twinkies dans son bureau. Il répond, en riant, « Qui n'en mange plus ? ».
- En 2007, à l'occasion de la Draft de la NFL, Will Ferrell réalise une vidéo humoristique publiée sur le site des Trojans d'USC où il interprète le « légendaire coach Chuck Berry ». Il demande à Ryan Kalil, futur centre des Carolina Panthers, de protéger un Twinkie pour s'entrainer à protéger son quaterback.
- Dans la série Weeds (saison 3, épisode 3), Nancy offre comme cadeau d'adieu à son beau-frère une boîte de Twinkies.
- Dans le film X-Men : Le Commencement, Raven Darkholme et Hank McCoy discutent ensemble lors d'un pique-nique improvisé, du sérum que ce dernier essaie de mettre au point pour stopper sa propre mutation. On aperçoit un récipient remplit de twinkies entre les deux protagonistes.
- Dans la série Gilmore Girls (saison 2, épisode 1), Lorelai propose des twinkies à Rory après le dîner du vendredi soir durant lequel Richard humilie Dean, le petit-ami de Rory.
- Référence aux Twinkies dans le film Little Monsters sorti en 1989 (à 6 minutes 45)
- Dans le film Harold et Kumar chassent le burger, Harold est comparé à un Twinkie.
- Dans l'épisode Question pour un mariage (en anglais, "Sadie, sadie", saison 2 épisode 1) de la série Gilmore Girls, la grand-mère Emily fait fabriquer des Twinkies "maison" par sa cuisinière pour sa petite fille Rory.
- Dans le film "X-Men : Apocalypse", Quicksilver est en train de manger un Twinkie lorsqu'il arrive devant l'école du Professeur Xavier. Il se rend compte que quelque chose d'étrange se passe et laisse son Twinkie pour rentrer à l'intérieur de l'école.
- Dans le film Mortal Engines (film) Hester Shaw est en train de manger un très vieux Twinkie.
- Dans le film Predator, un scientifique explique que lors de la faillite de Hostess la marque qui produisait les Twinkies, les Américains se sont rués dans les magasins pour stocker tout ce qui restait.

## Utilisation des Twinkies en cuisine
Les Twinkies sont utilisés comme ingrédients dans la préparation d'autres mets.

### Friture

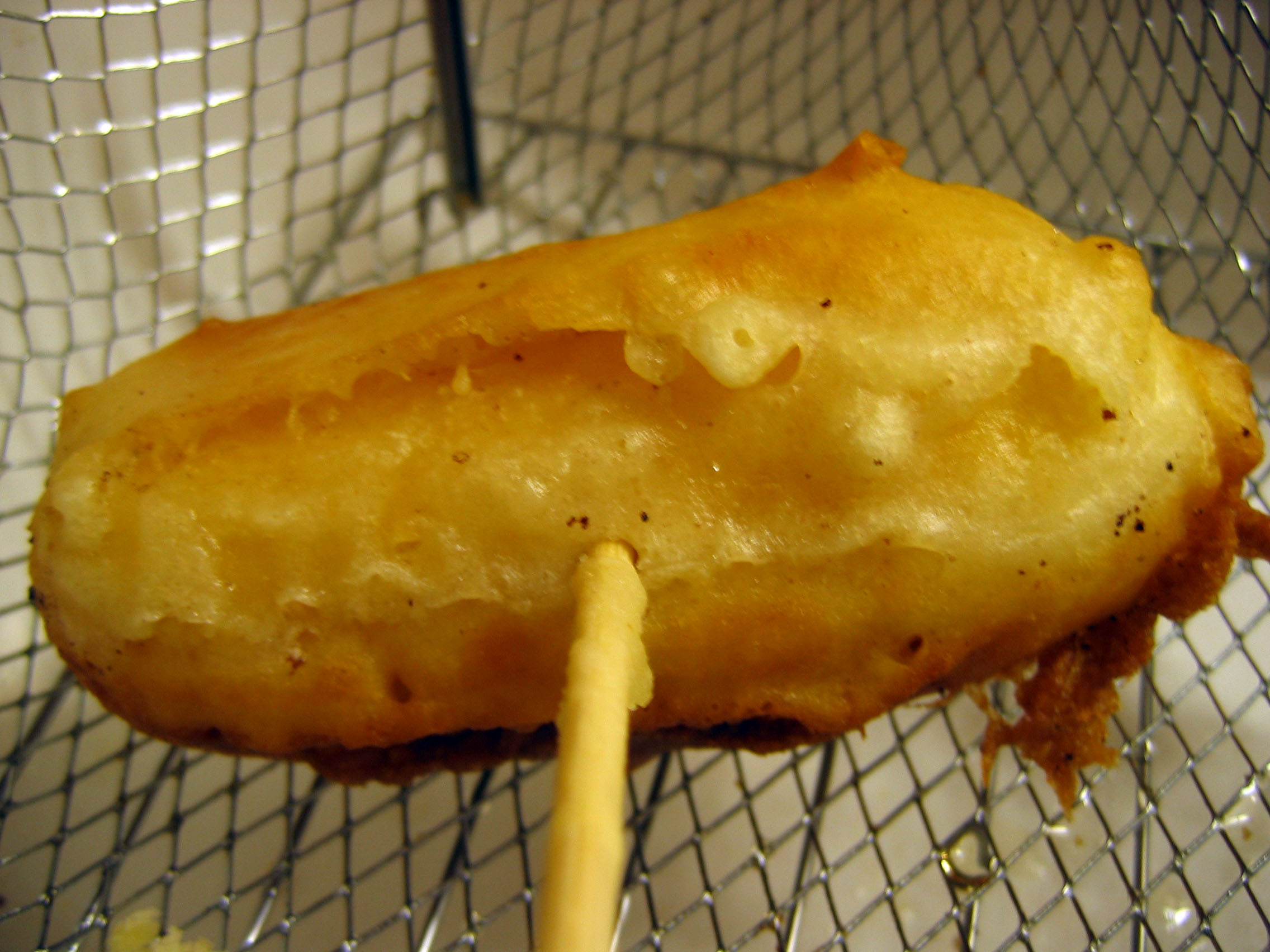
Un Twinkie frit dans l'huile.

Christopher Sell a inventé une version frite du Twinkie. Le gâteau est trempé dans la pâte à frire et immergé dans l'huile bouillante. La crème se liquéfie alors et imprègne le gâteau qui ramollit. La pâte à frire reste croustillante. La préparation est agrémentée d'une sauce aux fruits rouges. D'abord populaires au Texas, les Twinkies frits sont vendus partout aux États-Unis dans les foires, lors des matchs de baseball ainsi que dans certains restaurants. En août 2016, Walmart commence la vente des Twinkies frits de marque Hostess partout aux États-Unis. Cette variante compte 220 kilocalories et contient 9 g de gras.

### Dans d'autres gâteaux
Les Twinkies peuvent servir pour la confection d'autres gâteaux, par exemple des gâteaux de mariage. 
Ils peuvent être également utilisés, tels quels ou fendus dans le sens de la longueur, comme le gâteau dans la préparation d'un shortcake aux fraises.

### Autres sucreries
On peut utiliser les Twinkies dans les tartes, les milkshakes et les tiramisus. Certains les modifient avant de les revendre, comme pour la préparation de Twinkies au bacon enrobés au chocolat noir.

### Livre de recettes
En 2006, Hostess publie un livre de recettes de Twinkies, intitulé The Twinkies Cookbook: An Inventive and Unexpected Recipe Collection from Hostess, qui inclut notamment des recettes de sushis aux Twinkies (sans fruits de mer), des éclairs et petits fours faits à partir de Twinkies, ainsi que des lasagnes et des burritos utilisant les Twinkies. En 2015 paraît une nouvelle édition enrichie du livre.

### Aliments à saveur de Twinkie
En 2017, la société Kerry Convenience annonce une collaboration avec Hostess et la création d'un cappucino à saveur de Twinkie. La boisson combine du lait, du café et de la saveur de génoise rappelant la célèbre sucrerie. La même année, une crème glacée à saveur de Twinkie est également lancée. En 2019, Hostess met sur le marché un café arabica à saveur de Twinkie. À l'hiver 2019, une collaboration entre les sociétés Post et Hostess donne naissance aux céréales à saveur de Twinkie.

## Stratégie de défense Twinkie (Twinkie defense)
En droit, la stratégie de défense Twinkie est un terme moqueur pour désigner une stratégie de défense improbable. Ce n'est pas une stratégie reconnue par la jurisprudence, mais plutôt un terme générique.

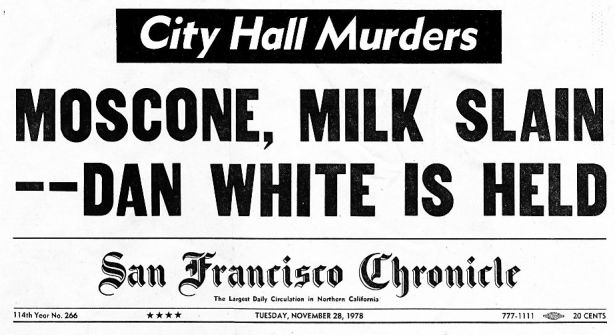
Une du San Francisco Chronicle du 28 novembre 1978 annonçant l'assassinat de George Moscone et de Harvey Milk, ainsi que l'arrestation de Dan White.

L'expression été inventée en 1979 par les journalistes qui couvraient le procès de Dan White, accusé du double meurtre du conseiller municipal Harvey Milk et du maire George Moscone, tous deux personnalités politiques de San Francisco. Les avocats de la défense ont prétendu que leur client souffrait de facultés affaiblies (diminished capacity) en raison d'une dépression. Les avocats ont avancé que le changement de régime de White, qui était passé d'une diète saine à un régime consistant en Twinkies et autres friandises, était un symptôme de cette dépression.
Contrairement à certaines idées reçues, les avocats de White n'ont jamais prétendu que les Twinkies avaient amené leur client à commettre les meurtres. La défense a consisté plutôt à tenter de prouver que la détérioration de la diète de White était symptomatique de la dépression. Les Twinkies n'ont jamais été mentionnés par leur nom au cours de cette défense.
En partie grâce à ces arguments, le jury considère que White était incapable de préméditation au moment de son crime, et le reconnaît coupable d'homicide volontaire (meurtre), plutôt que d'assassinat (plus grave). Ce verdict déclenche les émeutes de la Nuit White.